# Rattenmädchen
Das Rattenmädchen (auch engl. Cursed Girl Hoax „Schwindel des verfluchten Mädchens“) war 2005 ein unter muslimischen Jugendlichen meist über MMS-Nachrichten verbreiteter Hoax, der die Verwandlung einer jungen Frau in eine einer Ratte ähnliche Gestalt beschreiben und mit einem entsprechenden Foto belegen wollte. Nach der modernen Sage soll sie vorher nach einem Streit mit ihrer Mutter den Koran „geschändet“ haben. Die Abbildung zeigt jedoch eine Plastik aus Silikon der australischen Künstlerin Patricia Piccinini aus ihrem Werk „Leather Landscape“, die damit Genmanipulationen thematisieren wollte. Die Künstlerin selbst zeigte sich in einer öffentlichen Nachricht im Internet beunruhigt über die Vorfälle.
Der Arabistin Claudia Dantschke (siehe Weblinks) zufolge wanderte die Falschmeldung als Kettenmail zunächst durch den arabischen Raum und über die Türkei in den deutschsprachigen Raum; abgeschlossen wurde sie stets mit den Worten: „Versende diese Mail an zehn Freunde, wenn du nicht auch von Allah bestraft werden willst.“ Dantschke spricht in diesem Zusammenhang von einer Strategie: „Im arabischen Raum werden Mythen genutzt, um den Glauben zu festigen – das ist gezielte Angstpädagogik.“